# Central Tejo (historia)
W ostatnim ćwierćwieczu XIX wieku, Lizbona, podobnie jak inne ważne miasta europejskie, przeżywała okres ogromnej ekspansji oraz postępującej urbanizacji, której towarzyszyło coraz większe zużycie energii elektrycznej: na początku zastąpiła ona gaz stosowany do oświetlania przestrzeni publicznej, następnie silniki elektryczne stopniowo zaczęły odgrywać coraz większą rolę w przemyśle, aż w końcu w najbardziej majętnych domach powszechne stało się użycie energii elektrycznej.

W portugalskiej stolicy znajdowały się dwie elektrownie, które dostarczały prąd miastu: Elektrownia Avenida (1889) oraz Elektrownia Boavista (1903). Ich nazwy były ściśle związane ich lokalizacją; z tego właśnie powodu w początkowej fazie projektu elektrownia Central Tejo nazywała się Central da Junqueira, ponieważ znajdowała się w dzielnicy Junqueira. Nazwa ta funkcjonowała bardzo krótko, gdyż zaraz po ukończeniu budowy w oficjalnych dokumentach oraz na fasadzie samego budynku pojawiła się nazwa pochodząca od rzeki Tag, która otaczała budynek elektrowni – Central Tejo (Elektrownia Tag).

## Pierwotna Central Tejo
Niewielkie elektrownie, znajdujące się w stolicy Portugalii (Avenida i Boavista), okazały się przestarzałe z powodu rosnącego zapotrzebowania na energię elektryczną. Ponadto, były zlokalizowane w dzielnicach silnie zurbanizowanych, co miało negatywny wpływ na sytuację miejscowej ludności i jednocześnie uniemożliwiało dalszą ekspansję, której z pewnością wymagałby dalszy rozwój przemysłu energetycznego.
Z tych właśnie powodów, na początku 1908 roku firma, która posiadała koncesję na produkcję oraz dystrybucję energii elektrycznej w Lizbonie, Zjednoczone Spółki Gazowe i Elektryczne, (Companhias Reunidas de Gás e Electricidade) (CRGE) rozpoczęła budowę nowej elektrowni cieplnej w Lizbonie. W podaniu o licencję na rozpoczęcie działalności, prosili o pozwolenie na uruchomienie “nowej stacji generującej prąd” znajdującej się w fabrycznej dzielnicy rozciągającej się między Arsenal da Marinha, a plażą Pedrouços, w zachodniej części miasta.
Wybrane miejsce znajdowało się dokładnie w połowie drogi między Pałacem Belém oraz Narodowej Fabryki Sznurka Junqueira, które istnieją po dziś dzień. Po zebraniu kapitału potrzebnego do sfinansowania nowej elektrowni cieplnej, w marcu 1908 roku rozpoczęto budowę obiektu, który miał dostarczać prąd do Lizbony i otaczającego ją regionu przez ponad cztery dekady.

Końcowy projekt techniczny został przygotowany przez inżyniera Luciena Neu'a, który wykorzystał całą przestrzeń użytkową umieszczając turbiny w centralnej części, a kotły po obu stronach. Projekt był wielokrotnie zmieniany, co znacznie przedłużyło czas trwania prac w stosunku do zakładanego początkowo. Firmą odpowiedzialną za powstające budynki była Vieillard & Touzet, która zatrudniła do tych prac około 50 osób.
W lecie 1909 roku, Central Tejo została oficjalnie otwarta, jednak do końca 1910 roku dokonano w niej wielu ważnych zmian m.in.: zainstalowano nowe turbogeneratory i powiększono kotłównię, co pociągnęło za sobą konieczność wybudowania nowego komina o wysokości 36 metrów, w formie odwróconego ściętego stożka.
Od momentu powstania do roku 1912, elektrownia Central da Junqueira stopniowo nabywała nowe maszyny, aby zwiększyć swoją produkcję. W 1908 pojawiły się dwa alternatory, pochodzące z elektrowni Central da Boavista, każdy o mocy 1 MW oraz sześć kotłów marki Delaunay – Belleville. W roku 1910 ponownie powiększono maszynerię instalując trzy nowe turbogeneratory Brown Boveri & Cª., które zwiększyły całkowitą moc do 7,75 MW, a także cztery kotły, do których w późniejszym okresie dołączyło kolejne pięć o większej mocy parowania.
W konsekwencji, w 1912 roku, kiedy cały sprzęt został już zainstalowany, pierwotna Central Tejo dysponowała piętnastoma małymi kotłami Belleville oraz pięcioma grupami generatorów, które zaopatrywały całą sieć elektryczną miasta Lizbony.
Jeśli chodzi o zewnętrzny wygląd budynku, w którym znajdowały się wszystkie maszyny, był on przykładem architektury charakterystycznej dla małych elektrowni elektrycznych z końca XIX wieku, nazywanych wtedy „fabrykami prądu”. Na planie budynku znajdowała się podłużna hala pokryta dachem dwuspadowym oraz trzy pawilony przylegające prostopadle od strony zachodniej, a pomiędzy nimi dwa smukłe kominy, dwa razy wyższe niż główny budynek fabryki, górujące nad całym terenem. Na fasadzie północnej oraz południowej widniał napis: “1909 / Zjednoczone Spółki Gazowe i Elektryczne / Stacja Elektryczna Elektrowni Tag”. (“1909 / Cªs Reunidas Gás e Electricidade / Estação Eléctrica Central Tejo”).
Zgodnie z początkowymi planami, pierwotna Central Tejo miała pracować przez okres sześciu lat (1908-1914), do momentu, kiedy CRGE zdobyłyby środki potrzebne na budowę nowej elektrowni o większych rozmiarach i możliwościach. Jednak wybuch I wojny światowej w ostatnim roku przedłużył tę początkową fazę działania aż do roku 1921. W tamtym czasie, produkcja oraz dystrybucja prądu odbywały się w warunkach bardzo trudnych i niepewnych między innymi dlatego, że używane paliwo było bardzo niskiej jakości, a w konsekwencji dochodziło do ciągłych awarii kotłów, co spowodowało znaczne spowolnienie tempa ekspansji i rozwoju elektryczności w mieście.
Pomimo tych trudności nie przerwano prac nad postawieniem budynku niskiego ciśnienia i pod koniec 1916 roku elektrownia zaczęła uzyskiwać parę z dwóch pierwszych kotłów niskociśnieniowych zainstalowanych w nowym, będącym jeszcze w budowie obiekcie, który jednak spełniał już warunki potrzebne do zwiększenia mocy istniejących grup generatorów.
Po zakończeniu budowy oraz zapewnieniu całkowitej operacyjności budynku niskiego ciśnienia w 1921 r. pierwotna elektrownia Central Tejo została wyłączona oraz rozebrana. Z czasem pojawiły się tam biura oraz magazyny. Kilka lat później, w 1938 roku, w związku z potrzebą stworzenia nowego pomieszczenia na kotły wysokociśnieniowe, hale pochodzące z tego pierwotnego okresu działania elektrowni zostały wyburzone. Od tego czasu nie ma już żadnych śladów po dawnej elektrowni.

## Obecna elektrownia Central Tejo
Konieczność wybudowania nowej elektrowni, mogącej sprostać rosnącemu zapotrzebowaniu na prąd oraz niepewna sytuacja instalacji pierwotnej Central Tejo sprawiły, że w 1914 rozpoczęto budowę nowych obiektów oraz zainstalowano maszyny o większej wydajności. Był to okres wzrostu i modernizacji, zakończony dopiero w 1951 roku, w momencie zainstalowania ostatniego, 15. kotła.
Można wyróżnić dwa główne okresy budowy:
- Pierwszy, przypadający na lata 1914 – 1930, odpowiada okresowi instalacji niskiego ciśnienia; wtedy to wybudowano oraz powiększono kotłownię niskociśnieniowych oraz maszynownię.
- Drugi, mający miejsce w latach 1938–1951, odpowiada okresowi instalacji do produkcji wysokociśnieniowej. Konstrukcja zespołu architektonicznego z końca tego okresu pozostała niezmieniona do dziś, a budynek kotłów wysokociśnieniowych wyróżnia się na tle całego kompleksu.

### Okres niskiego ciśnienia
W momencie powstania budynku kotłów niskociśnieniowych oraz nowej maszynowni, elektrownia Central Tejo rozpoczęła proces konsolidacji, zarówno w obszarze produkcji, jak i na poziomie architektonicznym, stosując charakterystyczną cegłę na wszystkich widocznych fasadach zespołu.
Ponownie, w tym okresie niskiego ciśnienia można wyróżnić trzy fazy budowy:
- Pierwszą w latach 1914–1921, kiedy to rozpoczęto budowę obiektu przeznaczonego na kotły, podajnik węgla oraz maszynownię.
- Druga faza przypada na lata 1924 – 1928. Od pierwszego okresu rozbudowy odróżnia ją powstanie części fabryki pod instalację nowych kotłów oraz nowego podajnika węgla, identycznych, jak te już istniejące, nowej grupy generatorów oraz doków obwodu chłodzącego oraz kanałów.
- Wreszcie, w trzeciej fazie, w latach 1928–1930, miała miejsce ostatnia rozbudowa kotłowni – przez dodanie kolejnych kotłów, o większych niż poprzednie rozmiarach oraz powiększenie maszynowni.

#### Pierwsza faza (1914–1921)
Budowa obiektów niskiego ciśnienia oraz maszyn rozpoczęły się w 1914 roku. Projekt fabryki składał się z kilku części: dwie podłużne hale pokryte dwuspadowym dachem, każda z nich miała pomieścić sześć kotłów niskociśnieniowych marki Babcock & Wilcox; maszynownię zdolną pomieścić dwa niemieckie turbogeneratory AEG o mocy 8 MW oraz stanowisko sterowania i podstację mniejszych rozmiarów. Prace budowlane rozpoczęto od części północnej w kierunku południowym; zakładano także możliwość późniejszego powiększenia obiektu na południe, aż do brzegów Tagu.
Krótko po rozpoczęciu prac, wybuchła I wojna światowa, co spowodowało opóźnienia oraz problemy z dostawą turbogeneratorów, zamówionych w Niemczech, które pozostały tam aż do zakończenia konfliktu. Pomimo to, w 1916 zainstalowano dwa pierwsze kotły niskociśnieniowe (które w projekcie miały przypisane numery 5 i 6), aby zaopatrzyć generatory pierwotnej elektrowni.

W kolejnych dwóch latach zamontowano dwa nowe kotły (numer 3 i 4), które, razem z 5 i 6, miały większą moc niż stare generatory pierwotnej elektrowni. CRGE uznały, że konieczne jest nabycie kolejnego turbogeneratora, który dołączyłby do dwóch zamówionych przed kilkoma laty generatorów, nadal znajdujących się w rękach dostawcy niemieckiego oraz poszerzenie prac nad konstrukcją części maszynowni, w której miał znajdować się nowy generator. W roku 1919 uruchomiono nowy turbogenerator szwajcarskiej Escher & Wyss o mocy 7500 kW.
W następnym roku zainstalowane pozostałe kotły (numer 1 i 2) oraz, już po zakończeniu wojny, otrzymano w końcu dwie grupy niemieckich alternatorów AEG, które uruchomiono w 1921 roku. Po ostatecznym zainstalowaniu tych 6 kotłów oraz trzech grup generatorów, produkcja ustabilizowała się i było możliwe rozmontowanie przestarzałego wyposażenia elektrowni Central da Junqueira.

#### Druga faza (1924-1928)
W miarę stopniowego wzrostu zużycia energii ponownie niezbędne stało się przeprowadzenie nowych, istotnych prac w celu powiększenia i ukończenia kotłowni niskociśnieniowej. Plan przygotowany przez CRGE polegał na powiększeniu jednej hali przemysłowej, w której umieszczone były trzy nowe kotły oraz nabyciu nowej grupy generatorów.
W roku 1922 przeprowadzono badania nad możliwością zainstalowania kotłów numer 7 i 8 oraz użycia w nich jako paliwa pyłu węglowego, co okazało się nieskuteczne, gdyż testy przeprowadzone w kotle numer 6 nie dały satysfakcjonujących wyników. Mimo to, w późniejszym okresie używano pyłu węglowego w kotle numer 11.
Tymczasem “nowa kotłownia” jak ją wtedy nazywano, powiększała się na zachód, w kierunku rzeki Tag. Znajdująca się z tej strony fasada pozostawała nieukończona i tymczasowo zasłonięta ocynkowaną blachą oraz stalową konstrukcją imitującą okna znajdujące się po drugiej stronie, zakładano bowiem dalszą, trzecią i ostatnią już fazę powiększania sali niskiego ciśnienia. Kotły 7 i 9 marki Babcock & Wilcox zostały zainstalowane na tej nowej przestrzeni jako pierwsze, kolejno w latach 1924 i 1925. Trzeci kocioł, tym razem marki Humboldt, o numerze 11 został zainstalowany w roku 1928 i ponieważ używał pyłu węglowego miał także własny młyn.
Maszynownia nie została powiększona, natomiast w 1925 roku zainstalowano tam grupę generatorów o mocy 8 MW marki Stal-Asea, o numerze 4. Wybudowano także kanały i dwa syfony w nowych dokach obwodu chłodzenia, który doprowadzał wodę z rzeki do środka elektrowni.

#### Trzecia faza (1928-1930)
Podczas trzeciej fazy konstrukcyjnej tego pierwszego okresu funkcjonowania elektrowni ukończono budowę hal fabrycznych (zarówno kotłowni, jak i maszynowni). Już w 1928 roku, nie tylko zainstalowano kocioł 11, lecz także zdecydowano o dalszym rozwoju i zakupie kolejnych kotłów niskociśnieniowych 8 i 10 od najpopularniejszego dostawcy Babcock & Wilcox, z powodu opóźnień w pracach montażowych kotła marki Humboldt, które jednak zostały ostatecznie ukończone pod koniec roku 1930.
Nowa część fabryki, w której się znajdowały, zachowała tę samą linię estetyczną, co poprzednie konstrukcje, choć jej rozmiary były większe. W tym celu usunięto tymczasową fasadę z ocynkowanej blachy, a następnie postawiono budynek od strony rzeki dodając końcową fasadę, która pozostałą tam do dziś.
Jeżeli chodzi o maszynownię, tu także konieczne było wyburzenie istniejącej fasady południowej w celu powiększenia obszaru fabryki od strony rzeki w jednej linii z kotłownią, aby umożliwić umieszczenie tam nowej, ostatniej grupy generatorów marki Escher Wiss/Thompson (której nadano sekwencyjny numer 5), oraz udostępnić miejsce na najniższej kondygnacji na rozładowanie oraz obsługę turbin, alternatorów oraz innych materiałów. Zwiększenie mocy maszyn pociągnęło za sobą powiększenie instalacji transportującej wodę chłodzącą. Do dwóch istniejących już syfonów dostarczono dwa nowe, jeden przyjmujący, a drugi odprowadzający wodę.
Po piętnastu latach budowy i powiększania obiektu, elektrownia Central Tejo w końcowej fazie niskiego ciśnienia dysponowała trzeba dużymi obszarami fabrycznymi: kotłami, maszynami oraz podstacją; umieszczonymi równolegle do rzeki. kotłownia składała się z czterech dużych hal przemysłowych, tworzących wewnątrz wolną przestrzeń, w której znajdowało się jedenaście kotłów niskociśnieniowych, dziesięć marki Babcock & Wilcox (technologia brytyjska) i jeden marki Humboldt (pochodzący z Niemiec). Maszynownia stanowiła podłużną przestrzeń, również otwartą, równoległą do kotłowni, kryjącą pięć grup generatorów o różnej mocy i różnych marek: Escher & Wiss, AEG, Stal-Asea i Escher Wiss/Thompson.

#### Wysokie ciśnienie
Choć w okresie od 1930 do 1938 roku pracowano przy niskim ciśnieniu, przeprowadzono także serię prac, które miały na celu umożliwienie w przyszłości produkcji przy wysokim ciśnieniu, co wymagało wybudowania nowego obiektu.
Lokalizację tego nowego budynku zaplanowano w miejscu, gdzie znajdowała się, jeszcze przed rozbiórką, pierwotna elektrownia, wykorzystywana jako biura i magazyn. Należało więc znaleźć nowe miejsce dla tych dodatkowych, lecz niezbędnych do prawidłowego funkcjonowania elektrowni funkcji. W tym celu zakupiono teren i budynki starej rafinerii cukrowej Senna Sugar Estates, Ltd., należącej do Spółki Cukrowej Mozambiku (Companhia de Açúcar de Moçambique), przylegające do wschodniej części kompleksu.
Od początku tej dekady turbogeneratory 2 i 3 marki AEG zaczęły sprawiać problemy i ulegać kolejnym awariom, więc w roku 1934 zamówiono dwa generatory tej samej marki, ale o dwa razy większej mocy, oraz licencję na ich montaż. Pod koniec roku 1935 zainstalowano i uruchomiono turbogenerator numer 2; w tym samym czasie ukończono także montowanie nowego sprzętu przetwarzającego napięcie, dzięki czemu podstacja Central Tejo była w stanie obsłużyć region Lizbony oraz doliny Tagu aż do Santarém. Pod koniec następnego roku zainstalowano także nowy generator numer 3 zastępując nim stary.
Po zainstalowaniu grupy generatorów o większej mocy, naturalną konsekwencją była instalacja pierwszych kotłów wysokociśnieniowych (numer 12, 13 i 14), aby dzięki większej energii uzyskanej z pary wodnej, którą mogły dostarczyć, skutecznie wykorzystać moc zespołu turbogeneratorów. Kotły ponownie zamówiono u producenta Babcock & Wilcox, a ich duże rozmiary wymusiły budowę największego obiektu całego zespołu przemysłowego: budynku wysokiego ciśnienia.
W 1938 roku, rozpoczęto wyburzanie nieużywanych już i rozmontowanych pozostałości po pierwotnej elektrowni, aby w jej miejscu usytuować nowy obszar produkcyjny Central Tejo. Poszczególne prace zostały zlecone różnym firmom: do budowy mieszalnika i podnośnika węgla wybrano Societé des Pieux Franki, która rozpoczęła pracę we wrześniu tego samego roku. Metalową konstrukcję oraz prace budowlane zamówiono u portugalskiej firmy Vulcano & Colares, która rozpoczęła budowę pierwszych elementów konstrukcji oraz kotłów w marcu 1939.
W nowym budynku wyróżnia się cała konstrukcja wykonana z żelaza, a jego pokrycie wykonane jest tak, jak w przypadku budynków niskiego ciśnienia czyli z cegły na widocznych fasadach. Różne są natomiast zdobienia: w tym przypadku, w przeciwieństwie do pozostałych części kompleksu, wyraźnie przeważa charakter klasycystyczny o renesansowych wpływach pałacowych.
Podczas gdy budynek wysokiego ciśnienia powoli nabierał formy, pracowano także nad nowym obiektem, dużo mniejszych rozmiarów, przeznaczonym na sale pomocnicze niskiego ciśnienia, gdzie miały zostać umieszczone maszyny przeznaczone do oczyszczania i uzdatniania wody. To dodatkowe pomieszczenie miało również za zadanie zwolnić przestrzeń w kotłowni, gdyż później planowano także budowę sali pomocniczej wysokiego ciśnienia. Obiekty pomocnicze niskiego ciśnienia, przylegające do głównego budynku, obok kotłów 8 i 10, zostały ukończone w 1939 roku.
Ponownie wybuch wojny, tym razem II wojny światowej spowodował opóźnienia w montażu i instalacji budynku wysokiego ciśnienia. Trzy kotły, które zgodnie z planem miały zostać oddane do użytku w 1940 roku, uruchomiono dopiero rok później. Kocioł 12 rozpoczął pracę w marcu, kocioł 13 w kwietniu, a 14 w sierpniu 1941 roku.
Kotły nie mogły jednak osiągnąć wysokiej wydajności, ponieważ pracowały przy niskim ciśnieniu; trzeba było wybudować obiekty pomocnicze wysokiego ciśnienia oraz dostosować turbiny. Budynek ten powstał w kotłowni niskociśnieniowych, przez co konieczne było rozmontowanie kotłów 1 i 2 w 1943 roku. Z drugiej strony, dostosowanie turbin z grup 2 i 3 do pracy przy niskim ciśnieniu okazało się skomplikowane, ponieważ zamówienie złożone u niemieckiego dostawcy zostało zatrzymane z powodu blokady handlowej rozszerzonej na całą Europę w konsekwencji II wojny światowej.
Materiały dotarły w końcu w roku 1942, co pozwoliło w kolejnym roku rozpocząć produkcję energii elektrycznej przy wysokim ciśnieniu. W 1943 kotły 12 i 13 zaczęły zaopatrywać turbogenerator numer 2, a w 1944 kocioł 14 zaopatrywał turbogenerator 3.
W latach II wojny światowej ceny węgla stopniowo rosły, podczas gdy jego jakość pogarszała się. Konsekwencją tego zjawiska był czterokrotny wzrost kosztów w ciągu zaledwie sześciu lat (od 1939 do 1945). Z drugiej strony, produkcja prądu także stopniowo wzrastała, osiągając rok po roku coraz wyższe wartości aż do 1950, kiedy to osiągnięto rekordową wartość 52.200 kW i 216 milionów kWh.
W roku 1948, z powodu tego gwałtownego wzrostu cen węgla, trzy kotły wysokociśnieniowe zostały nieznacznie zmodyfikowane i przystosowane do spalania mazutu, pochodnej ropy naftowej, która w tamtym czasie była tańsza niż węgiel.
Konieczne okazało się również wybudowanie zbiornika na to płynne paliwo o pojemności 8.000 m³ umieszczonego na placu Praça de Carvão.

#### Kocioł 15
W roku 1944, w związku z postępem technologicznym, CRGE stworzyły projekt zastąpienia starych kotłów i alternatorów sprzętem dostosowanym do ówczesnej rzeczywistości. Z czasem, między innymi z powodu wzrostu zużycia energii elektrycznej, projekt ten ewoluował z planu poszerzenia istniejącego obiektu do stworzenia nowego centrum produkcyjnego, innymi słowy, nowej elektrociepłowni. W tym samym roku zatwierdzono Ustawę o Elektryfikacji Narodowej, która spowodowała zwrot w portugalskiej polityce energetycznej, dając absolutne pierwszeństwo w produkcji energii w elektrowniach wodnych. Spowodowało to rezygnację z projektu nowej elektrowni cieplnej, gdyż był on niezgodny z obowiązującym prawem. Po wielu apelacjach złożonych rządowi, w końcu w 1948 roku CRGE otrzymały pozwolenie na minimalne poszerzenie Central Tejo, co przełożyło się na nabycie i zainstalowanie nowego kotła numer 15.
Kocioł ponownie dostarczony przez Babcock & Wilcox, został zainstalowany obok kotła numer 12. W tym celu trzeba było wyburzyć istniejącą fasadę oraz dobudować, w tej samej technice i estetyce, metalową konstrukcję oraz pokrycie z cegieł. Prace rozpoczęto na początku 1950 roku, a ukończono w połowie 1951, oddając do użytku nowy kocioł. W tamtym okresie elektrownia działała już jako rezerwowa.
Prawie dziesięć lat różnicy między instalacją pierwszych kotłów wysokociśnieniowych a tą ostatnią sprawia, że znacznie różnią się one od siebie. Na przykład w kotle numer 15 już od początku zainstalowane były injektory na mazut (w poprzednich były stopniowo instalowane), taśma transportowa znajdowała się niżej, a stacja sterownicza była bardziej zaawansowana i lepiej rejestrowała i odczytywała dane operacyjne kotłów, w popielnikach znajdowało się sześć lejów odprowadzających popiół i węgiel (w pozostałych zaledwie trzy). Również rozmiary kotła były nieznacznie większe.

### Włączenie do Narodowej Sieci Elektrycznej
Ustawa o Elektryfikacji Narodowej dawała absolutne pierwszeństwo produkcji energii w elektrowniach wodnych, oraz standaryzacji elektrycznej kraju za pomocą narodowej sieci przesyłu. Dlatego od 1950 roku Central Tejo została zakwalifikowana jako elektrownia rezerwowa i zeszła na drugi plan, jako wsparcie dla sektora elektroenergetycznego, co miało nieuchronnie zakończyć okres jej świetności.
Rzeczywiście, 21 stycznia 1951 roku oficjalnie zainaugurowano otwarcie Central de Castelo do Bode, wielkiej elektrowni wodnej, która miała dostarczać prąd do dużych centrów zapotrzebowania, takich jak Lizbona czy Porto. Był to pierwszy z wielu takich obiektów, których powstanie zakładała Ustawa o Elektryfikacji Narodowej w swoim projekcie. Od tego momentu Cetral Tejo stała się elektrownią rezerwową, co ograniczało jej działanie tylko do okresów bardzo suchych lub trudnych pod kątem dostępu do wody, kiedy to działała jako wsparcie dla narodowej sieci. Mimo to, elektrownia nadal produkowała energię choć teraz działała zaledwie jedna grupa turbogeneratorów oraz dwa kotły wysokociśnieniowe.
W okresie 1951 – 1968 pracowała przez wszystkie lata oprócz 1961 roku. Rok 1953 był szczególnie trudny z powodu braku dostępności wody, wskutek czego elektrownia musiała pracować, często przeciążona, prawie cały rok, aby sprostać zapotrzebowaniu nie tylko swojej sieci dystrybucji, ale również wspierać sieć krajową. W latach 60. zostało także rozmontowane i rozebrane całe wyposażenie niskiego ciśnienia.
Ostatni zapis o pracy elektrowni datuje na 14 sierpnia 1972 i jest związany z ruchem opozycji politycznej wobec rządzącego wtedy reżimu Salazara. 9 sierpnia miał miejsce akt sabotażu na liniach wysokiego napięcia, które zaopatrywały Lizbonę, wskutek czego miasto zostało odcięte od energii elektrycznej; w przeciągu tygodnia na pomoc wezwano elektrownię Central Tejo, która miała rozwiązać problem z dostępem do prądu i zaopatrzyć sieć dystrybucji miasta Lizbony. Byli pracownicy elektrowni, niektórzy już na emeryturze, do których się zwrócono, dzięki swojej wiedzy i doświadczeniu uruchomili na nowo instalacje Central Tejo, umieszczając po raz ostatni węgiel w kotle numer 15. Udało się wyprodukować 1.200.678 kWh, niewielką ilość, która odpowiadała zaledwie jednej piątej dziennych potrzeb w sieci CRGE. Tak jak napisano w rejestrze tego ostatniego dnia pracy: Ostatecznie ustał hałas i drgania, które naznaczyły, przez wiele pokoleń, pracę tej fabryki prądu.
Elektrownia Central Tejo została oficjalnie zamknięta i zdeklasyfikowana w 1975 roku.

## Muzeum Elektryczności
Po nacjonalizacji portugalskiego sektora elektrycznego w 1975 roku, dziedzictwo CRGE zostało włączone do nowej firmy stworzonej w 1976 roku: EDP – Energias de Portugal. Pojawiło się wtedy pytanie, co zrobić ze starą Central Tejo, w której znajdowało się wiele maszyn, wspólnie tworzących tę wielką i imponującą konstrukcję. Propozycja była jasna: ponowne otwarcie jako Muzeum Nauki i jednocześnie architektury przemysłowej.
W roku 1986 budynek został uznany za budynek użyteczności publicznej, wtedy też rozpoczął pracę zespół założycieli przyszłego Muzeum Elektryczności. Budynek został po raz pierwszy udostępniony do zwiedzania w roku 1990.
Wystawy stałe w Muzeum umożliwiają poznanie rozwoju, historii i pracy w elektrowni Central Tejo, oraz istotnych aspektów ewolucji w zakresie wytwarzania energii elektrycznej: od pierwszych odkryć po nowe formy produkcji istniejące po dziś dzień. Muzeum posiada także Centrum Dokumentacji, specjalistyczną bibliotekę oraz usługę wyszukiwania i konserwacji najróżniejszego sprzętu związanego z elektrycznością łącząc badania historyczne na temat elektryczności w Portugalii oraz uwieczniając związane z nią fakty i wspomnienia.
W latach 2001–2005 w elektrowni prowadzono prace restauracyjne w związku ze słabym stanem budynku. Wyczyszczono elewacje oraz wnętrza, wzmocniono żelazną konstrukcję, wymieniono większość dachówek i zmieniono projekt muzealniczy, czego efekty można dziś podziwiać w starej elektrowni Central Tejo, dziś Muzeum Elektryczności.